# 환지사
환지사(換地士)는 농경지를 개량하여 소유자에게 되돌려 주는 설계를 하는 자로 농림수산식품부장관이 실시하는 환지사 시험에 합격한 사람으로 농지개량사업 실시에 따른 재산권침해 및 권리관계 등의 분쟁을 해결하고 토지구획정리와 보상에 대해 전문적 지식을 갖고 농지개량 사업을 공정하게 수행토록 하고자 자격이 제정되었다.

## 업무
환지사는 농지개량 사업을 실시하는데 따른 토지구획정리 및 그에 대한 보상을 담당한다. 즉, 토지소유자가 농지개량 사업으로 인해 새롭게 구획·정리된 토지를 배당 받으면서 생기는 손해를 경제적으로 평가하여 환전해 주고 등기와 소유권 이전 등 제반 권리를 처리해 준다.

## 관련법
관련법에서 환지란 농업생산기반시설 정비사업으로 사업시생전의 토지를 대신하여 사업시행후의 토지를 정하고 이로 인하여 생긴 이해관계의 불균형을 금전으로 청산하게 하는 계획이라 한다. 관련법은 농어촌정비법이다. 도시개발법의 환지와는 다르게 적용된다. 환지사는 농지개량 사업으로 인해 새롭게 구획·정리된 토지를 배당받을 때 지적공부정리, 환지등기촉탁서작성과 제반 권리를 처리해준다는 점에서 법무사 업무와 일부 유사한 것도 있다.

## 시험정보

### 시험과목
- 필기시험 : 환지처분이론, 「농지법」, 「농어촌정비법」, 「부동산등기법」(「농업기반정비등기처리규칙」을 포함한다), 「측량·수로조사 및 지적에 관한 법률」 중 지적에 관련된 규정, 「국유재산법」등

- 실기시험 : 환지도서 및 등기촉탁서 작성방법 등 환지실무 등

- 응시자격 : 응시자격에는 제한이 없고 연령, 학력, 경력, 성별, 지역 등에 제한을 두지 않는다.

- 결격사유 : 금치산자 또는 한정치산자, 환지 업무와 관련하여 금고 이상의 실형을 선고받고 그 집행이 종료(집행이 종료된 것으로 보는 경우를 포함한다)되지 아니하였거나 집행이 면제되지 아니한 사람, 환지 업무와 관련하여 금고 이상의 집행유예를 선고받고 그 유예기간 중에 있는 사람으로 어느 하나에 해당하는 사람은 환지사가 될 수 없다.

- 합격기준 : 각 시험별 40점 이상을 득점하고 전 시험 평균 60점 이상을 득점한 사람을 합격자로 한다.

- 시행기관 : 농림수산식품부

- 농림수산식품부장관은 환지사 시험을 실시하려면 시험일 20일 전까지 시험 일시·장소와 그 밖에 시험의 실시에 필요한 사항을 공고하여야 하며, 환지사 시험에 응시하려는 사람은 농림수산식품부장관에게 응시원서를 제출하여야 한다.[2]

### 진로, 전망
대부분이 농지개량조합에 근무하고 있으며, 농지개량조합연합회, 농어촌진흥공사, 정부관련부처 공무원으로 진출한다. 농업기반 등 정비사업 시행자가 환지계획을 수립하고자 하는 경우에는 환지업무의 공정을 기하기 위하여 농지개량조합 법인으로 하여금 환지업무를 대행하게 할 수 있으며, 법인은 환지사로 하여금 그 업무를 수행할 수 있다.

## 같이 보기
- 농경지

## 참고 자료
- 「튀는 인재의 구직 매뉴얼」, 환지사, 이은철 저, 새로운사람들(2006년, 50~51p)